# 新復里 (臺南市)
新復里位於臺灣臺南市西港區西南，主要聚落是溪埔寮:593:102。2018年1月29日調整里界之後，原本市道173號以南、曾文溪以北的區域（新港）併入永樂里，市道173以北的部分（麻豆寮仔）併入劉厝里。而相對地永樂里與南海里曾文溪以南的部分則併入新復里，全里因而皆在曾文溪以南。

## 沿革
該里在日治時期屬於西港庄大字大塭寮:593:102。里名由來是基於過去明治四十四年（1911年）曾文溪摧毀舊大塭寮與蚵殼港聚落後，一部分居民於昭和六年（1931年）曾文溪治水工程完成後遷回蚵殼港舊地附近，「重新恢復聚落」（即溪埔寮）的歷史:593、594:102。
二次大戰後，將大塭寮大字中的大塭寮聚落設為永樂村，而麻豆寮（麻豆寮仔）、新港、溪埔寮三個聚落合設為「新復村」:594:102。2010年因臺南縣市合併升格，改為「新復里」。2018年1月29日調整里界後，新港跟麻豆寮分別併入永樂里與劉厝里。